# Сосницький літературно-меморіальний музей О. П. Довженка
Сóсницький літературно-меморіальний музей О. П. Довжéнка — літературно-меморіальний музей, присвячений життю і творчості видатного українського кінорежисера, сценариста, письменника і художника Олександра Петровича Довженка, класика світового кінематографу. Розташований у селищі Сосниця, Чернігівської області.
Для вшановування пам'яті Олександра Довженка 1960 року створено музей його імені.
23 січня 1960 року музей Довженка прийняв перших відвідувачів.
Спочатку музей був частиною Сосницького краєзнавчого музею, а в 1969 році — філіал Чернігівського історичного музею. Лише 1992 року музей став самостійним музеєм обласного підпорядкування.

## Історія створення
Створення музею розпочалося ще у 1957—1959 роках. Після смерті митця при Спілці письменників України було створено комісію з літературної спадщини Довженка, головою якої був Юрій Смолич, секретарем — Олександр Підсуха.
29 грудня 1958 року було виділено кошти на відкриття філіалу музею при Сосницькому краєзнавчому музеї. Для збору матеріалів до музею було розіслано сотні листів з проханням до тих, хто знав Довженка, відгукнутися й надіслати речі, пов'язані з іменем письменника. Першими експонатами були пам'ятні речі, передані дружиною Довженка — Юлією Іполітівною Солнцевою з Москви.
У Сосниці збирали речі в родичів та сусідів. У фондах музею налічується 6 тисяч експонатів. Збереглася меморіальна садиба з батьківською хатою, клунею, старим колодязем і садом, що відтворюють обстановку, в якій пройшло дитинство Довженка, описану ним у біографічній повісті «Зачарована Десна». Тут зібрано цінні меморіальні речі, численні етнографічні пам'ятки селянського побуту (батьківська колиска, материн святковий одяг, господарський реманент, ткацький верстат, скриня, рушники та ін.), чимало з яких належало членам родини Довженків. Протягом багатьох років зусилля усіх поколінь наукових працівників музею були спрямовані на те, щоб показати життєвий подвиг Довженка.
Відкриття музею відбулося 23 січня 1960 року.

## Музей
Літературно-меморіальний музей О. П. Довженка складається з двох частин: Меморіальна садиба та Приміщення літературної експозиції

### Меморіальна садиба
Меморіальна садиба, що включає в себе батьківську хату під солом'яною стріхою, клуню, погребню, колодязь із журавлем, ворота з дахом-вістрячком та отворами, в яких селилися голуби. Садиба огороджена плотом «дівоча коса». На її території знаходиться сад, який щоосені, як і за життя родини Довженків, пригощає червонобокими яблуками та солодкими грушами.
Клуня — дерев'яна одноповерхова господарська будівля, покрита соломою. В ній зберігались та обмолочувались снопи. Будівля кінця XIX — початку XX століття. Солом'яний дах перекривався тричі: у 1959, 1989 та 2005 роках
Колодязь-журавель — складається з укріпленого заглиблення у землі для добування ґрунтових вод та механізму для підйому води — дерев'яного пристрою, що нагадує зовнішньо журавля. У 1977 році були поставлені цементні кільця на всю глибину криниці. А зверху зроблено дерев'яний зруб чотирикутної форми (цямрина). У 1994 році зруб було повністю замінено
Погрібник — дерев'яна будівля трикутної форми XIX — початку XX століття, покрита соломою. Призначалась як дах для льоху, в якому зберігались овочі та фрукти. Солома на будівлі мінялась у 1959, 1988 та 2004 роках.
Ворота з дашком-вістрячком — дерев'яні ворота, верхня частина у вигляді дашка з п'ятьма прямокутними отворами. Як пише Олександр Довженко в «Зачарованій Десні», в цих отворах селилися голуби. Саме до них зверталася прабаба Марусина, проклинаючи Сашка за те, що він понівечив морквочку на городі.
В ході екскурсій усім об'єктам відводиться належна увага, гості мають змогу поринути у світ дитинства режисера.

### Приміщення літературної експозиції
Приміщення літературної експозиції знайомить з дорослим та творчим шляхом Довженка-митця.
В літературній експозиції кожен період життя Олександра Петровича Довженка показаний на тлі епохи, його створюють численні фотографії, відповідні речі. Спочатку відвідувач потрапляє у світ дитинства Сашка-школяра, знайомиться з Сосницею кінця XIX — початку XX століття. По-домашньому виглядає куточок із хатніми оберегами, давніми фото. Тут книги, сторінок яких торкалася рука малого Довженка-учня, запис із метричної книги про його народження, відомості про батькове господарство.
Далі дорога веде нас через Глухів, Житомир, Київ, Варшаву та Берлін до Харкова, тодішньої столиці України, де Довженко поринув у світ молодого мистецтва, працюючи художником-карикатуристом у газеті «Вісті ВУЦВК». І саме там визріла у нього думка перенести статичні картини і образи художнього полотна на біле полотно кіноекрану, надати їм руху, динаміки, наситити емоціями.
Приїзд на Одеську кінофабрику знаменує початок нового життя Олександра Довженка. Там народжується геніальний майстер екрану, якому судилося стати найяскравішою постаттю в українському кіно XX століття.
І ось нарешті Москва, де кінорежисер жив і працював до останніх своїх днів, де й був похований на Новодівичому цвинтарі.
Відвідувачі мають змогу заглянути в творчу лабораторію письменника — його робочий кабінет. Свого часу були привезені з Москви, з квартири Олександра Довженка, меблі, особисті речі, які понад 30 років після смерті чоловіка зберігала Юлія Солнцева.
Цікаво подана творчість кінорежисера періоду Великої Вітчизняної війни. Для цього відведено окремий зал, оформлений у чорному кольорі.

## Річниці
- У 1964 році до 70-ліття від дня народження митця на садибі музею збудоване нове приміщення і створено літературну частину експозиції.
- До 80-ліття від дня народження Довженка завершилося будівництво кінозалу, кіноапаратної кімнати, які дали можливість проводити масові заходи з показом фільмів, експонуються виставки.
- До 100-ліття від дня народження Довженка створено нову літературну експозицію, незвичайну формою та змістом.
- До 110-річного ювілею митця перекрито соломою стріхи меморіальної хати та клуні, збудовано садову альтанку.